# Jésus et le jeune homme riche

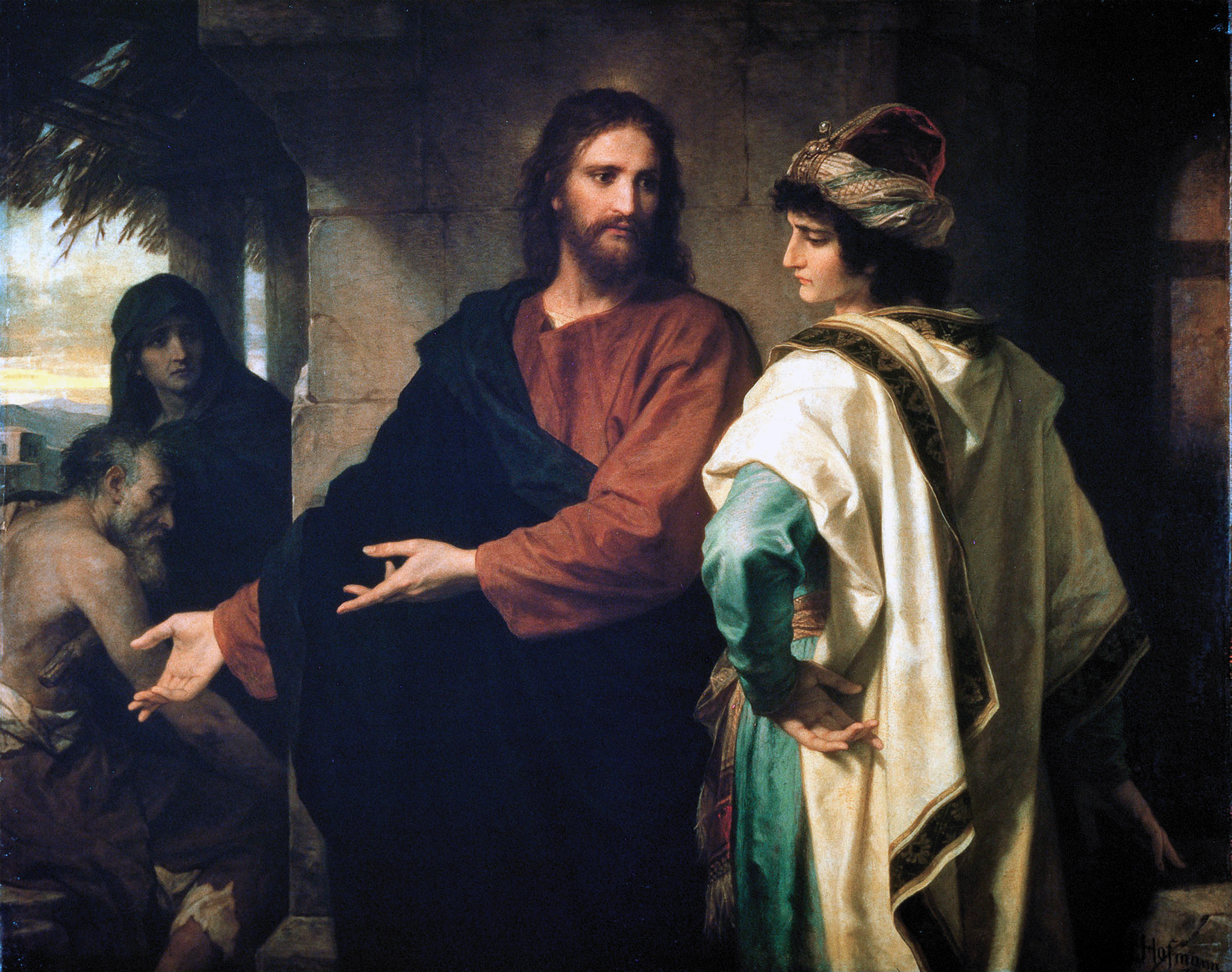
Heinrich Hofmann, Le Christ et le Jeune homme riche, 1889

Jésus et le jeune homme riche est un épisode de sa vie publique rapporté par les trois Évangiles synoptiques : selon Matthieu (Mt, 19,16–30), Marc (Mc, 10, 17–31) et Luc (Lc, 18,18–30).

## Dans Matthieu et Luc
Dans l'Évangile selon Matthieu, un jeune homme riche pose la question à Jésus de savoir comment atteindre la vie éternelle. Jésus lui rappelle le Décalogue et quand son interlocuteur lui répond qu'il a observé cela depuis sa jeunesse, Jésus lui dit :  

« Si tu veux être parfait, va, vends ce que tu possèdes, donne-le aux pauvres, et tu auras un trésor dans les cieux. Puis viens, suis-moi ! »

Selon le prêtre suisse Bernard Miserez, la richesse du jeune homme riche le dépossède : il lui « manque de manquer ». Même si la vie éternelle est une bonne chose en soi, elle n'est pas un bien que l'on possède ; la simple observation des Dix Commandements ne vaut pas souscription à une assurance-vie. Ainsi, lorsque Jésus commande au jeune homme riche de se délester de sa fortune matérielle, c'est en vue de trouver « ce manque [qui] s'expérimente uniquement dans le risque de l'amour ».
Luc contient un épisode similaire et le jugement suivant :

« Qu'il est difficile à ceux qui ont les richesses de parvenir dans le Royaume de Dieu,  Oui, il est plus facile à un chameau d'entrer par un trou d'aiguille qu'à un riche d'entrer dans le Royaume de Dieu. »

## Dans Marc

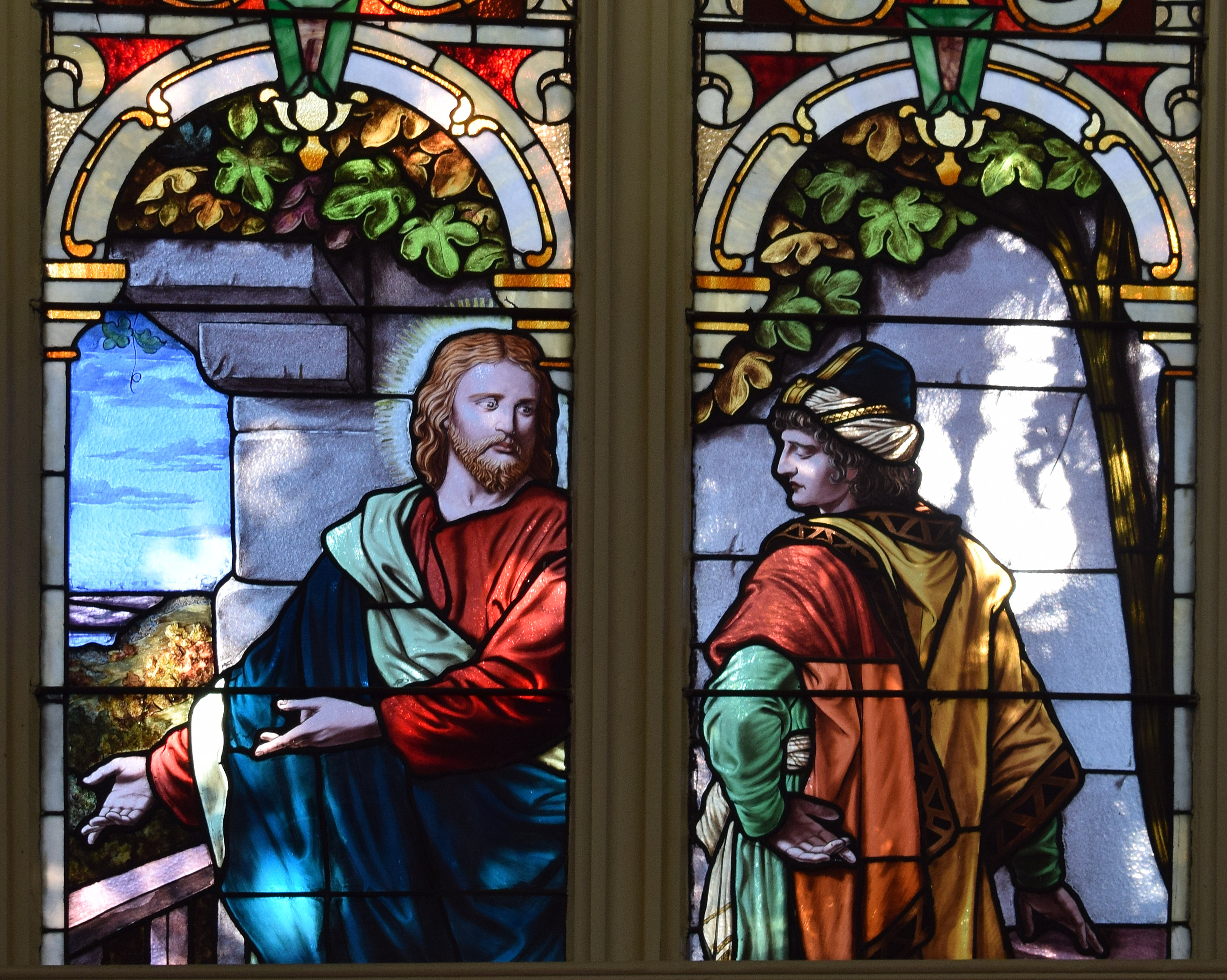
Le Christ et le jeune homme riche, sur un vitrail de l'église Saint-Gabriel de Glendale, Ohio

Marc rapporte alors des paroles de Jésus à partir de cet incident qui, comme chez les autres évangélistes, tire une loi générale de celui-ci :

« Combien difficilement ceux qui ont des biens entreront dans le Règne de Dieu. »

Camille Focant constate que ces paroles chez Marc, plongent les disciples dans l'effroi et  qu'il n'est pas fait seulement mention des riches, « c'est la difficulté en soi d'entrer dans le Royaume des Cieux qui est soulignée. Elle concerne tout le monde. »
Que signifie les « biens » [ « chrêmata »] dont Marc parle? Il s'agit non pas seulement des richesses, mais de toutes les choses utiles, malgré leur utilité. Plus quelqu'un possède de ces choses, moins il est apte à entrer dans le Royaume de Dieu. Même « pour celui qui en possède peu, cela n'est possible que grâce à Dieu, » puisque l'on peut dire, selon l'exégète, que le fait de suivre Jésus et le détachement qui en résultent « pourraient devenir des possessions, » au sens de « chrêmata ».
Le spécialiste de Marc ajoute que depuis 8,34-38, le lecteur attentif de Marc sait que « l'homme n'a rien à offrir en échange de sa vie et que vouloir la sauver est le meilleur moyen de la perdre. »